# Gwasg Gomer
 (décembre 2009).
Si vous disposez d'ouvrages ou d'articles de référence ou si vous connaissez des sites web de qualité traitant du thème abordé ici, merci de compléter l'article en donnant les références utiles à sa vérifiabilité et en les liant à la section « Notes et références ».
Gwasg Gomer est une imprimerie et maison d'édition galloise, basée à Llandysul dans le Ceredigion. L'entreprise a été créée en 1892 par John David Lewis, et est toujours tenue par la même famille ; Jonathan Lewis, l’arrière-petit-fils du fondateur, en est le directeur aujourd'hui.
Elle tient son nom de l’auteur gallois Joseph Harris (en) (1773†1825).

## Collections
La maison d’édition est spécialisée dans la publication de livres  en gallois ou en anglais sur le Pays de Galles.

### Livres gallois pour adultes
Gwasg Gomer publie les auteurs les plus éminents, comme Islwyn Ffowc Elis, T. Rowland Hughes, T. Llew Jones, Gwenallt, Hywel Teifi Edwards, Angharad Price, Fflur Dafydd et Owen Martell.

### Livres gallois pour enfants
Gwasg Gomer publie des livres pour enfants de tous âges en gallois, des livres du Smot le chien pour petits enfants aux fictions pour adolescents.

### Livres anglais pour adultes
Le catalogue  anglais  inclut ouvrages  d'histoire, voyages, biographies, littérature, cuisine et les arts visuels. Les auteurs et artistes les plus connus sont  Gillian Clarke, Jim Perrin, Kyffin Williams et Idris Davies.

### Livres anglais pour enfants
Pont Books est une imprimerie de Gwasg Gomer, pour publier livres pour enfants en Anglais par auteurs Gallois, ou en Anglais sur le Pays de Galles.

### Bilingue
Gwasg Gomer publie également des ouvrages  bilingues en gallois et anglais pour adultes et enfants.